# 106º Congresso degli Stati Uniti d'America
Il 106º Congresso degli Stati Uniti d'America, composto dalla Camera dei Rappresentanti e dal Senato, è stato il ramo legislativo del governo federale statunitense in carica dal 3 gennaio 1999 al 3 gennaio 2001.

## Senato

Composizione del senato all'inizio del 106 congresso

### Riepilogo della composizione
- Partito Repubblicano: 55
- Partito Democratico: 45

### Leadership
- Presidente (Vicepresidente degli Stati Uniti): Al Gore (D-TN)
- Presidente pro tempore: Strom Thurmond (R-SC)

#### Leadership della Maggioranza
- Leader della Maggioranza: Trent Lott (R-MS)
- Assistente Leader: Don Nickles (R-OK)

#### Leadership della Minoranza
- Leader della Minoranza: Tom Daschle (D-SD)
- Assistente Leader: Harry Reid (D-NV)

### Senatori ordinati per Stato
Alabama
- Richard Shelby (R)
- Jeff Sessions (R)

Alaska
- Ted Stevens (R)
- Frank Murkowski (R)

Arizona
- John McCain (R)
- Jon Kyl (R)

Arkansas
- Tim Hutchinson (R)
- Blanche Lincoln (D)

California
- Dianne Feinstein (D)
- Barbara Boxer (D)

Carolina del Nord
- Jesse Helms (R)
- John Edwards (D)

Carolina del Sud
- Strom Thurmond (R)
- Ernest Hollings (D)

Colorado
- Ben Nighthorse Campbell (R)
- Wayne Allard (R)

Connecticut
- Chris Dodd (D)
- Joe Lieberman (D)

Dakota del Nord
- Kent Conrad (D)
- Byron Dorgan (D)

Dakota del Sud
- Tom Daschle (D)
- Timothy P. Johnson (D)

Delaware
- William V. Roth (R)
- Joe Biden (D)

Florida
- Bob Graham (D)
- Connie Mack III (R)

Georgia
- Paul Coverdell (R), fino al 18 luglio 2000
  - Zell Miller (D), dal 24 luglio 2000
- Max Cleland (D)

Hawaii
- Daniel Inouye (D)
- Daniel Akaka (D)

Idaho
- Larry Craig (R)
- Mike Crapo (R)

Illinois
- Richard Durbin (D)
- Peter Fitzgerald (R)

Indiana
- Dick Lugar (R)
- Evan Bayh (D)

Iowa
- Chuck Grassley (R)
- Tom Harkin (D)

Kansas
- Sam Brownback (R)
- Pat Roberts (R)

Kentucky
- Mitch McConnell (R)
- Jim Bunning (R)

Louisiana
- John Breaux (D)
- Mary Landrieu (D)

Maine
- Olympia Snowe (R)
- Susan Collins (R)

Maryland
- Paul Sarbanes (D)
- Barbara Mikulski (D)

Massachusetts
- Ted Kennedy (D)
- John Kerry (D)

Michigan
- Carl Levin (D)
- Spencer Abraham (R)

Minnesota
- Paul Wellstone (D)
- Rod Grams (R)

Mississippi
- Thad Cochran (R)
- Trent Lott (R)

Missouri
- Kit Bond (R)
- John David Ashcroft (R)

Montana
- Max Baucus (D)
- Conrad Burns (R)

Nebraska
- Bob Kerrey (D)
- Chuck Hagel (R)

Nevada
- Harry Reid (D)
- Richard Bryan (D)

New Hampshire
- Bob Smith (R)
- Judd Gregg (R)

New Jersey
- Frank Lautenberg (D)
- Robert Torricelli (D)

New York
- Daniel Patrick Moynihan (D)
- Chuck Schumer (D)

Nuovo Messico
- Pete Domenici (R)
- Jeff Bingaman (D)

Ohio
- Mike DeWine (R)
- George Voinovich (R)

Oklahoma
- Don Nickles (R)
- James Inhofe (R)

Oregon
- Ron Wyden (D)
- Gordon Smith (R)

Pennsylvania
- Arlen Specter (R)
- Rick Santorum (R)

Rhode Island
- John Lester Hubbard Chafee (R), fino al 24 ottobre 1999
  - Lincoln Chafee (R), dal 2 novembre 1999
- Jack Reed (R)

Tennessee
- Fred Thompson (R)
- Bill Frist (R)

Texas
- Phil Gramm
- Kay Bailey Hutchison (R)

Utah
- Orrin Hatch (R)
- Bob Bennett (R)

Vermont
- Patrick Leahy (D)
- Jim Jeffords (R)

Virginia
- John Warner (R)
- Chuck Robb (D)

Washington
- Slade Gorton (R)
- Patty Murray (D)

Virginia Occidentale
- Robert Byrd (D)
- Jay Rockefeller (D)

Wisconsin
- Herb Kohl (D)
- Russ Feingold (D)

Wyoming
- Craig Thomas (R)
- Mike Enzi (R)

## Camera dei Rappresentanti

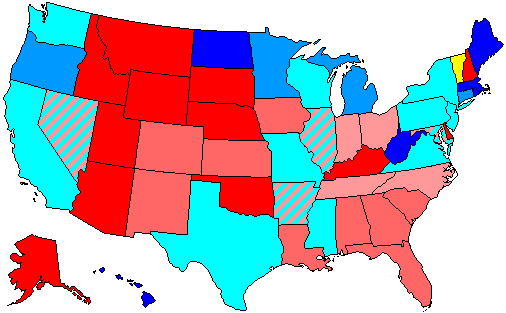

### Riepilogo della composizione
- Partito Repubblicano: 223
- Partito Democratico: 211
- Indipendenti: 1

### Leadership
- Presidente: Dennis Hastert (R-IL)

#### Leadership della Maggioranza
- Leader della Maggioranza: Dick Armey (R-TX)

#### Leadership della Minoranza
- Leader della Minoranza: Dick Gephardt (D-MO)

Alabama
(5 Repubblicani, 2 Democratici)
- 1. Sonny Callahan (R)
- 2. Terry Everett (R)
- 3. Bob Riley (R)
- 4. Robert Aderholt (R)
- 5. Robert Cramer (D)
- 6. Spencer Bachus (R)
- 7. Earl Hilliard (D)

Alaska
(1 Repubblicano)
- At Large. Don Young (R)

Arizona
(5 Repubblicani, 1 Democratico)
- 1. Matt Salmon (R)
- 2. Ed Pastor (D)
- 3. Bob Stump (R)
- 4. John Shadegg (R)
- 5. Jim Kolbe (R)
- 6. J. D. Hayworth (R)

Arkansas
(2 Democratici, 2 Repubblicani)
- 1. Marion Berry (D)
- 2. Vic Snyder (D)
- 3. Asa Hutchinson (R)
- 4. Jay Dickey (R)

California
(28 Democratici, 24 Repubblicani)
- 1. Mike Thompson (D)
- 2. Wally Herger (R)
- 3. Doug Ose (R)
- 4. John Doolittle (R)
- 5. Bob Matsui (D)
- 6. Lynn Woolsey (D)
- 7. George Miller (D)
- 8. Nancy Pelosi (D)
- 9. Barbara Lee (D)
- 10. Ellen Tauscher (D)
- 11. Richard Pombo (R)
- 12. Tom Lantos (D)
- 13. Pete Stark (D)
- 14. Anna Eshoo (D)
- 15. Tom Campbell (R)
- 16. Zoe Lofgren (D)
- 17. Sam Farr (D)
- 18. Gary Condit (D)
- 19. George Radanovich (R)
- 20. Cal Dooley (D)
- 21. Bill Thomas (R)
- 22. Lois Capps (D)
- 23. Elton Gallegly (R)
- 24. Brad Sherman (D)
- 25. Howard McKeon (R)
- 26. Howard Berman (D)
- 27. James Rogan (R)
- 28. David Dreier (R)
- 29. Henry Waxman (D)
- 30. Xavier Becerra (D)
- 31. Matthew G. Martínez (D, poi R)
- 32. Julian Dixon (D), fino all'8 dicembre 2000
- 33. Lucille Roybal-Allard (D)
- 34. Grace Napolitano (D)
- 35. Maxine Waters (D)
- 36. Steven T. Kuykendall (R)
- 37. Juanita Millender-McDonald (D)
- 38. Steve Horn (R)
- 39. Ed Royce (R)
- 40. Jerry Lewis (R)
- 41. Gary Miller (R)
- 42. George Brown, Jr. (D), fino al 16 luglio 1999
  - Joe Baca (D), dal 17 novembre 1999
- 43. Ken Calvert (R)
- 44. Mary Bono (R)
- 45. Dana Rohrabacher (R)
- 46. Loretta Sanchez (D)
- 47. Christopher Cox (R)
- 48. Ron Packard (R)
- 49. Brian Bilbray (R)
- 50. Bob Filner (D)
- 51. Duke Cunningham (R)
- 52. Duncan Hunter (R)

Carolina del Nord
(7 Repubblicani, 5 Democratici)
- 1. Eva Clayton (D)
- 2. Bob Etheridge (D)
- 3. Walter B. Jones (R)
- 4. David Price (D)
- 5. Richard Burr (R)
- 6. Howard Coble (R)
- 7. Mike McIntyre (D)
- 8. Robin Hayes (R)
- 9. Sue Wilkins Myrick (R)
- 10. Cass Ballenger (R)
- 11. Charles H. Taylor (R)
- 12. Mel Watt (D)

Carolina del Sud
(4 Repubblicani, 2 Democratici)
- 1. Mark Sanford (R)
- 2. Floyd Spence (R)
- 3. Lindsey Graham (R)
- 4. Jim DeMint (R)
- 5. John Spratt (D)
- 6. Jim Clyburn (D)

Colorado
(4 Repubblicani, 2 Democratici)
- 1. Diana DeGette (D)
- 2. Mark Udall (D)
- 3. Scott McInnis (R)
- 4. Bob Schaffer (R)
- 5. Joel Hefley (R)
- 6. Tom Tancredo (R)

Connecticut
(4 Democratici, 3 Repubblicani)
- 1. John Larson (D)
- 2. Sam Gejdenson (D)
- 3. Rosa DeLauro (D)
- 4. Chris Shays (R)
- 5. James H. Maloney (D)
- 6. Nancy Johnson (R)

Dakota del Nord
(1 Democratico)
- At Large. Earl Pomeroy (D)

Dakota del Sud
(1 Repubblicano)
- At Large. John Thune (R)

Delaware
(1 Repubblicano)
- At Large. Michael Castle (R)

Florida
(15 Repubblicani, 8 Democratici)
- 1. Joe Scarborough (R)
- 2. Allen Boyd (D)
- 3. Corrine Brown (D)
- 4. Tillie K. Fowler (R)
- 5. Karen Thurman (D)
- 6. Cliff Stearns (R)
- 7. John Mica (R)
- 8. Bill McCollum (R)
- 9. Michael Bilirakis (R)
- 10. Bill Young (R)
- 11. Jim Davis (D)
- 12. Charles Canady (R)
- 13. Dan Miller (R)
- 14. Porter Goss (R)
- 15. Dave Weldon (R)
- 16. Mark Foley (R)
- 17. Carrie Meek (D)
- 18. Ileana Ros-Lehtinen (R)
- 19. Robert Wexler (D)
- 20. Peter Deutsch (D)
- 21. Lincoln Díaz-Balart (R)
- 22. E. Clay Shaw, Jr. (R)
- 23. Alcee Hastings (D)

Georgia
(8 Repubblicani, 3 Democratici)
- 1. Jack Kingston (R)
- 2. Sanford Bishop (D)
- 3. Mac Collins (R)
- 4. Cynthia McKinney (D)
- 5. John Lewis (D)
- 6. Johnny Isakson (R), dal 23 febbraio 1999
- 7. Bob Barr (R)
- 8. Saxby Chambliss (R)
- 9. Nathan Deal (R)
- 10. Charlie Norwood (R)
- 11. John Linder (R)

Hawaii
(2 Democratici)
- 1. Neil Abercrombie (D)
- 2. Patsy Mink (D)

Idaho
(2 Repubblicani)
- 1. Helen Chenoweth-Hage (R)
- 2. Mike Simpson (R)

Illinois
(10 Repubblicani, 10 Democratici)
- 1. Bobby Rush (D)
- 2. Jesse Jackson, Jr. (D)
- 3. William Lipinski (D)
- 4. Luis Gutiérrez (D)
- 5. Rod Blagojevich (D)
- 6. Henry Hyde (R)
- 7. Danny K. Davis (D)
- 8. Phil Crane (R)
- 9. Jan Schakowsky (D)
- 10. John Edward Porter (R)
- 11. Jerry Weller (R)
- 12. Jerry Costello (D)
- 13. Judy Biggert (R)
- 14. Dennis Hastert (R)
- 15. Thomas W. Ewing (R)
- 16. Donald Manzullo (R)
- 17. Lane Evans (D)
- 18. Ray LaHood (R)
- 19. David D. Phelps (D)
- 20. John Shimkus (R)

Indiana
(6 Repubblicani, 4 Democratici)
- 1. Pete Visclosky (D)
- 2. David McIntosh (R)
- 3. Tim Roemer (D)
- 4. Mark Souder (R)
- 5. Steve Buyer (R)
- 6. Dan Burton (R)
- 7. Edward A. Pease (R)
- 8. John Hostettler (R)
- 9. Baron Hill (D)
- 10. Julia Carson (D)

Iowa
(4 Repubblicani, 1 Democratico)
- 1. Jim Leach (R)
- 2. Jim Nussle (R)
- 3. Leonard Boswell (D)
- 4. Greg Ganske (R)
- 5. Tom Latham (R)

Kansas
(3 Repubblicani, 1 Democratico)
- 1. Jerry Moran (R)
- 2. Jim Ryun (R)
- 3. Dennis Moore (D)
- 4. Todd Tiahrt (R)

Kentucky
(5 Repubblicani, 1 Democratico)
- 1. Ed Whitfield (R)
- 2. Ron Lewis (R)
- 3. Anne Northup (R)
- 4. Ken Lucas (D)
- 5. Hal Rogers (R)
- 6. Ernie Fletcher (R)

Louisiana
(5 Repubblicani, 2 Democratici)
- 1. Bob Livingston (R), fino al 2 marzo 1999
  - David Vitter (R), dal 7 giugno 1999
- 2. William J. Jefferson (D)
- 3. Billy Tauzin (R)
- 4. Jim McCrery (R)
- 5. John Cooksey (R)
- 6. Richard Baker (R)
- 7. Chris John (D)

Maine
(2 Democratici)
- 1. Tom Allen (D)
- 2. John Baldacci (D)

Maryland
(4 Repubblicani, 4 Democratici)
- 1. Wayne Gilchrest (R)
- 2. Robert Ehrlich (R)
- 3. Ben Cardin (D)
- 4. Albert Wynn (D)
- 5. Steny Hoyer (D)
- 6. Roscoe Bartlett (R)
- 7. Elijah Cummings (D)
- 8. Connie Morella (R)

Massachusetts
(10 Democratici)
- 1. John Olver (D)
- 2. Richard Neal (D)
- 3. Jim McGovern (D)
- 4. Barney Frank (D)
- 5. Marty Meehan (D)
- 6. John Tierney (D)
- 7. Ed Markey (D)
- 8. Mike Capuano (D)
- 9. Joe Moakley (D)
- 10. Bill Delahunt (D)

Michigan
(10 Democratici, 6 Repubblicani)
- 1. Bart Stupak (D)
- 2. Pete Hoekstra (R)
- 3. Vern Ehlers (R)
- 4. Dave Camp (R)
- 5. James A. Barcia (D)
- 6. Fred Upton (R)
- 7. Nick Smith (R)
- 8. Debbie Stabenow (D)
- 9. Dale E. Kildee (D)
- 10. David E. Bonior (D)
- 11. Joe Knollenberg (R)
- 12. Sander Levin (D)
- 13. Lynn N. Rivers (D)
- 14. Carolyn Cheeks Kilpatrick (D)
- 15. John Conyers (D)
- 16. John Dingell (D)

Minnesota
(6 Democratici, 2 Repubblicani)
- 1. Gil Gutknecht (R)
- 2. David Minge (D)
- 3. Jim Ramstad (R)
- 4. Bruce Vento (D), fino al 10 ottobre 2000
  - Vacante, da tale data fino al Congresso successivo
- 5. Martin Olav Sabo (D)
- 6. Bill Luther (D)
- 7. Collin Peterson (D)
- 8. Jim Oberstar (D)

Mississippi
(3 Democratici, 2 Repubblicani)
- 1. Roger Wicker (R)
- 2. Bennie Thompson (D)
- 3. Chip Pickering (R)
- 4. Ronnie Shows (D)
- 5. Gene Taylor (D)

Missouri
(5 Democratici, 4 Repubblicani)
- 1. Bill Clay (D)
- 2. Jim Talent (R)
- 3. Dick Gephardt (D)
- 4. Ike Skelton (D)
- 5. Karen McCarthy (D)
- 6. Pat Danner (D)
- 7. Roy Blunt (R)
- 8. Jo Ann Emerson (R)
- 9. Kenny Hulshof (R)

Montana
(1 Repubblicano)
- At Large. Rick Hill (R)

Nebraska
(3 Repubblicani)
- 1. Doug Bereuter (R)
- 2. Lee Terry (R)
- 3. Bill Barrett (R)

Nevada
(1 Repubblicano, 1 Democratico)
- 1. Shelley Berkley (D)
- 2. Jim Gibbons (R)

New Hampshire
(2 Repubblicani)
- 1. John E. Sununu (R)
- 2. Charles Bass (R)

New Jersey
(7 Democratici, 6 Repubblicani)
- 1. Rob Andrews (D)
- 2. Frank LoBiondo (R)
- 3. Jim Saxton (R)
- 4. Chris H. Smith (R)
- 5. Marge Roukema (R)
- 6. Frank Pallone (D)
- 7. Bob Franks (R)
- 8. Bill Pascrell (D)
- 9. Steve Rothman (D)
- 10. Donald M. Payne (D)
- 11. Rodney Frelinghuysen (R)
- 12. Rush D. Holt, Jr. (D)
- 13. Bob Menendez (D)

New York
(19 Democratici, 12 Repubblicani)
- 1. Michael Forbes (R, poi D)
- 2. Rick Lazio (R)
- 3. Peter T. King (R)
- 4. Carolyn McCarthy (D)
- 5. Gary Ackerman (D)
- 6. Gregory Meeks (D)
- 7. Joseph Crowley (D)
- 8. Jerrold Nadler (D)
- 9. Anthony Weiner (D)
- 10. Ed Towns (D)
- 11. Major Owens (D)
- 12. Nydia Velázquez (D)
- 13. Vito Fossella (R)
- 14. Carolyn B. Maloney (D)
- 15. Charles B. Rangel (D)
- 16. José Serrano (D)
- 17. Eliot Engel (D)
- 18. Nita Lowey (D)
- 19. Sue Kelly (R)
- 20. Ben Gilman (R)
- 21. Michael R. McNulty (D)
- 22. John E. Sweeney (R)
- 23. Sherwood Boehlert (R)
- 24. John McHugh (R)
- 25. James T. Walsh (R)
- 26. Maurice Hinchey (D)
- 27. Thomas M. Reynolds (R)
- 28. Louise Slaughter (D)
- 29. John J. LaFalce (D)
- 30. Jack Quinn (R)
- 31. Amo Houghton (R)

Nuovo Messico
(2 Repubblicani, 1 Democratico)
- 1. Heather Wilson (R)
- 2. Joe Skeen (R)
- 3. Tom Udall (D)

Ohio
(11 Repubblicani, 8 Democratici)
- 1. Steve Chabot (R)
- 2. Rob Portman (R)
- 3. Tony Hall (D)
- 4. Mike Oxley (R)
- 5. Paul Gillmor (R)
- 6. Ted Strickland (D)
- 7. Dave Hobson (R)
- 8. John Boehner (R)
- 9. Marcy Kaptur (D)
- 10. Dennis Kucinich (D)
- 11. Stephanie Tubbs Jones (D)
- 12. John Kasich (R)
- 13. Sherrod Brown (D)
- 14. Thomas C. Sawyer (D)
- 15. Deborah Pryce (R)
- 16. Ralph Regula (R)
- 17. James Traficant (D)
- 18. Bob Ney (R)
- 19. Steve LaTourette (R)

Oklahoma
(6 Repubblicani)
- 1. Steve Largent (R)
- 2. Tom Coburn (R)
- 3. Wes Watkins (R)
- 4. J. C. Watts (R)
- 5. Ernest Istook (R)
- 6. Frank Lucas (R)

Oregon
(4 Democratici, 1 Repubblicano)
- 1. David Wu (D)
- 2. Greg Walden (R)
- 3. Earl Blumenauer (D)
- 4. Peter DeFazio (D)
- 5. Darlene Hooley (D)

Pennsylvania
(11 Democratici, 10 Repubblicani)
- 1. Bob Brady (D)
- 2. Chaka Fattah (D)
- 3. Robert A. Borski, Jr. (D)
- 4. Ron Klink (D)
- 5. John E. Peterson (R)
- 6. Tim Holden (D)
- 7. Curt Weldon (R)
- 8. James C. Greenwood (R)
- 9. Bud Shuster (R)
- 10. Don Sherwood (R)
- 11. Paul Kanjorski (D)
- 12. John Murtha (D)
- 13. Joe Hoeffel (D)
- 14. William J. Coyne (D)
- 15. Pat Toomey (R)
- 16. Joseph R. Pitts (R)
- 17. George Gekas (R)
- 18. Michael F. Doyle (D)
- 19. William F. Goodling (R)
- 20. Frank Mascara (D)
- 21. Phil English (R)

Rhode Island
(2 Democratici)
- 1. Patrick Kennedy (D)
- 2. Robert Weygand (D)

Tennessee
(5 Repubblicani, 4 Democratici)
- 1. Bill Jenkins (R)
- 2. Jimmy Duncan (R)
- 3. Zach Wamp (R)
- 4. Van Hilleary (R)
- 5. Bob Clement (D)
- 6. Bart Gordon (D)
- 7. Ed Bryant (R)
- 8. John S. Tanner (D)
- 9. Harold Ford Jr. (D)

Texas
(17 Democratici, 13 Repubblicani)
- 1. Max Sandlin (D)
- 2. Jim Turner (D)
- 3. Sam Johnson (R)
- 4. Ralph Hall (D)
- 5. Pete Sessions (R)
- 6. Joe Barton (R)
- 7. Bill Archer (R)
- 8. Kevin Brady (R)
- 9. Nick Lampson (D)
- 10. Lloyd Doggett (D)
- 11. Chet Edwards (D)
- 12. Kay Granger (R)
- 13. Mac Thornberry (R)
- 14. Ron Paul (R)
- 15. Rubén Hinojosa (D)
- 16. Silvestre Reyes (D)
- 17. Charles Stenholm (D)
- 18. Sheila Jackson Lee (D)
- 19. Larry Combest (R)
- 20. Charlie Gonzalez (D)
- 21. Lamar S. Smith (R)
- 22. Tom DeLay (R)
- 23. Henry Bonilla (R)
- 24. Martin Frost (D)
- 25. Ken Bentsen (D)
- 26. Dick Armey (R)
- 27. Solomon Ortiz (D)
- 28. Ciro Rodriguez (D)
- 29. Gene Green (D)
- 30. Eddie Bernice Johnson (D)

Utah
(3 Repubblicani)
- 1. James V. Hansen (R)
- 2. Merrill Cook (R)
- 3. Chris Cannon (R)

Vermont
(1 Indipendente)
- At Large. Bernie Sanders (I)

Virginia
(5 Repubblicani, 5 Democratici, 1 Indipendente)
- 1. Herbert H. Bateman (R), fino all'11 settembre 2000
  - Vacante, da tale data fino al Congresso successivo
- 2. Owen Pickett (D)
- 3. Bobby Scott (D)
- 4. Norman Sisisky (D)
- 5. Virgil Goode (I)
- 6. Bob Goodlatte (R)
- 7. Thomas J. Bliley, Jr. (R)
- 8. Jim Moran (D)
- 9. Rick Boucher (D)
- 10. Frank Wolf (R)
- 11. Thomas M. Davis (R)

Virginia Occidentale
(3 Democratici)
- 1. Alan Mollohan (D)
- 2. Bob Wise (D)
- 3. Nick Rahall (D)

Washington
(5 Democratici, 4 Repubblicani)
- 1. Jay Inslee (D)
- 2. Jack Metcalf (R)
- 3. Brian Baird (D)
- 4. Doc Hastings (R)
- 5. George Nethercutt (R)
- 6. Norm Dicks (D)
- 7. Jim McDermott (D)
- 8. Jennifer Dunn (R)
- 9. Adam Smith (D)

Wisconsin
(5 Democratici, 4 Repubblicani)
- 1. Paul Ryan (R)
- 2. Tammy Baldwin (D)
- 3. Ron Kind (D)
- 4. Jerry Kleczka (D)
- 5. Tom Barrett (D)
- 6. Tom Petri (R)
- 7. Dave Obey (D)
- 8. Mark Andrew Green (R)
- 9. Jim Sensenbrenner (R)

Wyoming
(1 Repubblicano)
- At Large. Barbara Cubin (R)

Membri non votanti
- Samoa Americane. Eni Faleomavaega (D)
- Distretto di Columbia. Eleanor Holmes Norton (D)
- Guam. Robert Underwood (D)
- Porto Rico. Aníbal Acevedo Vilá (D e PPD)
- Isole Vergini. Donna Christian-Christensen (D)